# Tosno (stacja kolejowa)
Tosno (ros. Тосно) – węzłowa stacja kolejowa w miejscowości Tosno, w rejonie tośnieńskim, w obwodzie leningradzkim, w Rosji. Węzeł linii Petersburg - Moskwa z kolejową obwodnicą Petersburga i linią do Szapek.

## Historia
Stacja powstała w czasach carskich na Kolei Mikołajewskiej, pomiędzy stacjami Sablino i Uszaki.

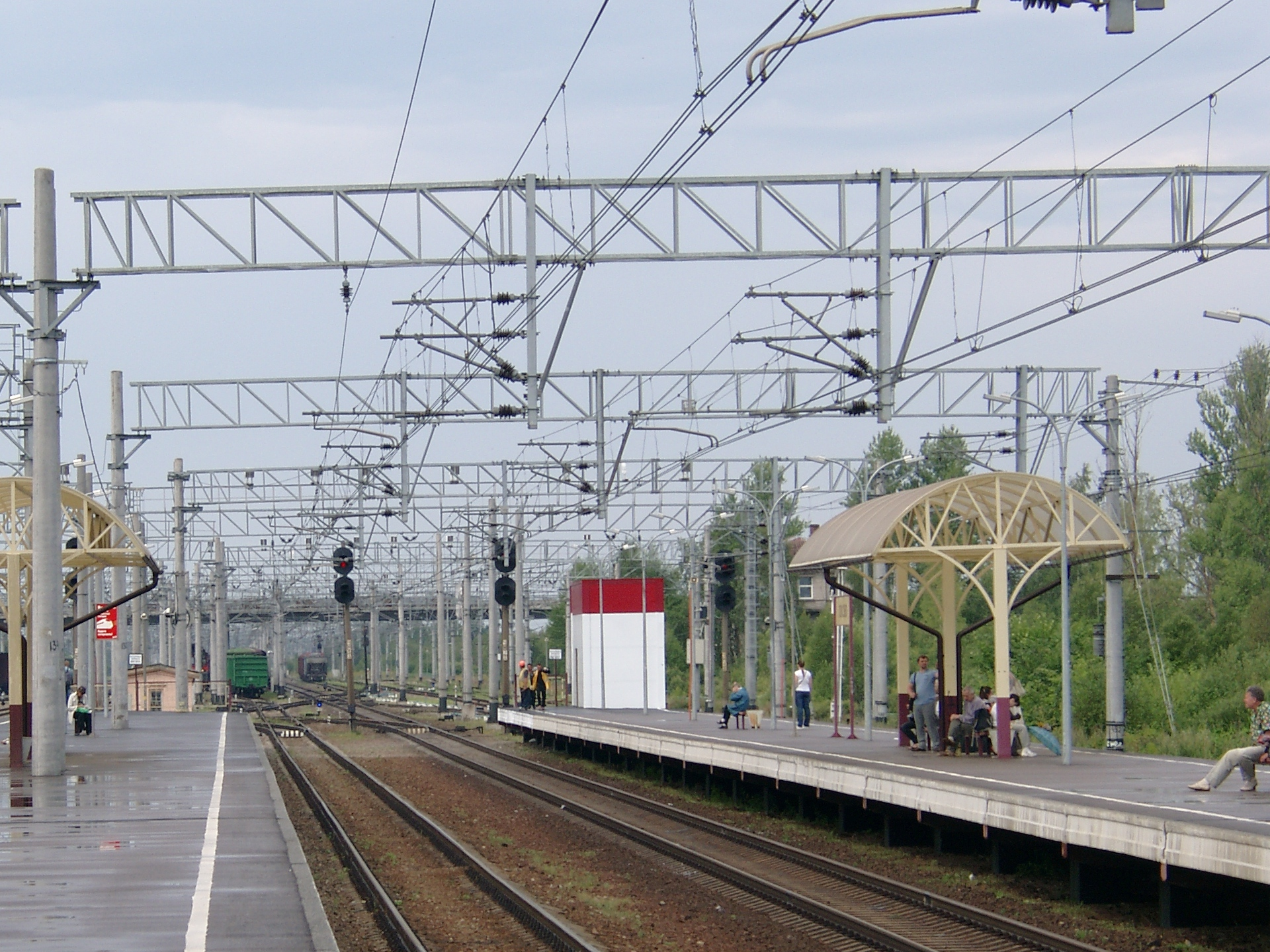
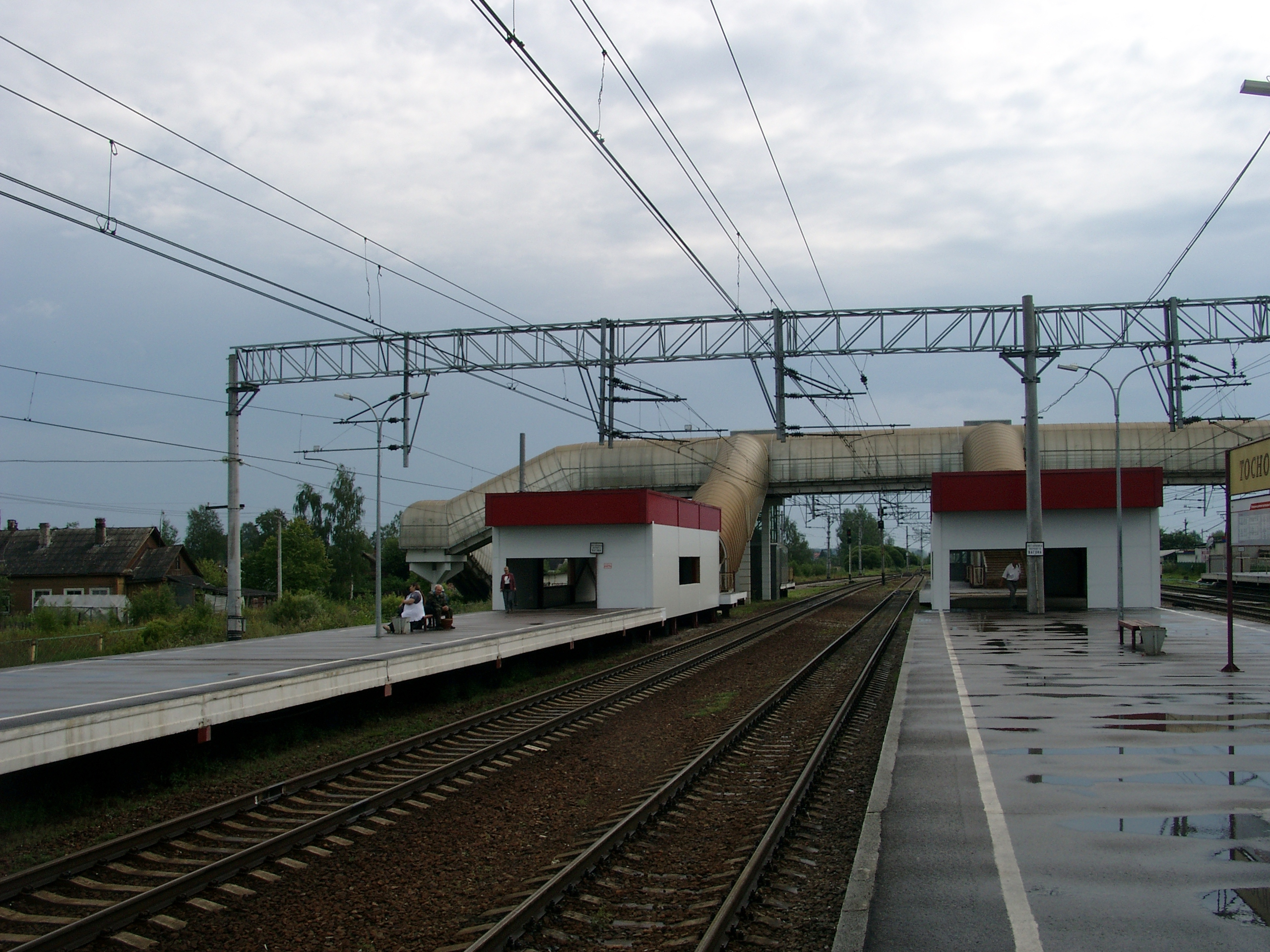